# Angraecostylis
× Angraecostylis, (abreviado Angsts) en el comercio, es un híbrido intergenérico entre los géneros de orquídeas Angraecum × Rhynchostylis. Fue publicado en Orchid Rev.  90(1065) cppo: 8 (1982).